# Michael Steele (musicista)
Susan Nancy Thomas (Pasadena, 2 de junho de 1955), mais conhecida pelo nome artístico de Michael Steele ou Micki Steele, é uma baixista, compositora, cantora e musicista norte-americana. Ela era integrante das bandas The Bangles e The Runaways, juntamente com outras bandas.

## Carreira

### Inicio
Steele começou sua carreira profissional como Micki Steele na banda de rock feminino The Runaways, um dos primeiros grupos de rock feminino. A permanência de Steele no Runaways foi rápida, deixando a banda no final de 1975, meses antes da gravação de primeiro álbum auto-intitulado, do grupo.
A saída de Steele do grupo recebeu várias interpretações, em sua própria conta, foi dito é que ela foi demitida pelo empresário do grupo, Kim Fowley por recusar suas proposições sexuais e chamar o single de estréia da banda, "Cherry Bomb" de estúpido. Fowley a denegria, pois segundo ele, ela não possuir "magia" ou "carisma" suficiente, para fazer sucesso na indústria da música.
Steele tocou em muitas bandas de Los Angeles entre 1976 e 1983, com a power pop Elton Duck (1979-80), a formação inicial do Slow Children (1979), Toni e Movers com Jack Sherman (1980-81), A banda de improviso Nadia Kapiche (1981) e uma breve passagem como baixista na banda do músico Snakefinger. Concentrando-se em sua técnica musical e freqüentemente tocando ao vivo, nesse período, Steele tornou-se uma baixista bem conhecida por seu estilo melódico e de tom rico, influenciada por baixistas como Paul McCartney, John Entwistle, Colin Moulding e Carol Kaye.

### The Bangles
Em meados de 1983, Steele substituiu Annette Zilinskas no The Bangles, um grupo até então pouco conhecido. Neste período, Steele era apenas a baixista da banda, sem composições lançadas: seu único vocal nas músicas nesse período, estava no single da banda "I'm Not Talkin", cover do Yardbirds, originalmente de Mose Allison. Michael fez sucesso nas paradas e mundialmente, com o The Bangles, até à separação do grupo em 1989. Em meados de 1999, a banda se reuniu para a gravação de "Get The Girl", canção que entrou para a trilha sonora do filme Austin Powers: The Spy Who Shagged Me, em 2000, logo em seguida o grupo anunciou oficialmente seu retorno, fazendo vários shows e trabalhando em um material novo, que seria o álbum Doll Revolution. para divulgar o álbum o grupo viajou para Europa e Estados Unidos. Em 2005, Steele optou por deixar a banda e se dedicar a sua vida pessoal, indo morar no norte da Califórnia.

## Discografia

### com The Runaways
- 1976:Born To Be Bad[14]

### com The Bangles
- 1984:All Over the Place[15]
- 1986:Different Light[3]
- 1988:Everything[16]
- 1990:Greatest Hits[17]
- 2003:Doll Revolution[18]